# Neurobiologia
Neurobiologia – termin oznaczający różne dziedziny nauki, których przedmiotem badania jest układ nerwowy.
W języku polskim termin ten przyjmuje dwa znaczenia. W węższym, tradycyjnym rozumieniu, neurobiologia stanowi zbiór dyscyplin wyłącznie biologicznych. Odpowiednikiem w języku angielskim jest wówczas słowo neurobiology. W drugim znaczeniu, szerszym i współczesnym, hasłem tym określa się wszystkie, a nie tylko wyłącznie biologiczne, dziedziny nauki, które w jakikolwiek sposób zajmują się badaniem układu nerwowego. Odpowiednikiem takiego znaczenia w języku angielskim jest wyrażenie neuroscience (l.poj.) lub neurosciences (l.mn.). W piśmiennictwie polskim funkcjonują także bardziej wierne odpowiedniki tego terminu: neuronauki, neuronauka.

## Interdyscyplinarność
Układ nerwowy jest jednym z najbardziej skomplikowanych i interesujących części organizmu zwierząt. Jego budowa i sposób funkcjonowania są niezwykle złożone, zaś pełnione przezeń funkcje (polegające na kontrolowaniu pracy innych narządów, przetwarzaniu informacji odebranych poprzez zmysły oraz sterowaniu zachowaniem) sprawiają, że stanowi dość specyficzny przedmiot badań naukowych. Jak każda inna część żywego organizmu, stanowi naturalny przedmiot zainteresowania biologów i lekarzy (w naukach medycznych dziedzina zajmująca się układem nerwowym nazywa się neurologią). Ponieważ układ nerwowy steruje zachowaniem organizmu, stanowi również przedmiot zainteresowania przedstawicieli tych wszystkich dziedzin, które zajmują się zachowaniem, łącznie z filozofią i psychologią.
Nie istnieje jedna metoda badania układu nerwowego – zamiast tego, istnieje wiele różnych metod, z których każda skupia się na innych zagadnieniach i wymaga odmiennej wiedzy specjalistycznej. Różne dziedziny nauki specjalizują się w odmiennych zagadnieniach i właściwych dla siebie metodach badawczych. Przedstawiciele jednych dziedzin używają do badania mózgu mikroskopu elektronowego, przedstawiciele innych dziedzin – „zwykłego” mikroskopu optycznego, z kolei inni uczeni stosują obrazowanie MRI, zaś jeszcze inni badają zachowanie ludzi, u których choroba neurologiczna doprowadziła do uszkodzenia układu nerwowego, badając układ nerwowy jedynie pośrednio. Niektórzy uczeni skupiają się na badaniu układu nerwowego u ludzi, inni zaś interesują się układem nerwowym innych zwierząt.
Tak więc, badania nad układem nerwowym można prowadzić w różnych obszarach nauki. Wyniki uzyskane w tych różnych obszarach muszą być integrowane w szerszym kontekście, jako całość wiedzy o układzie nerwowym, w przeciwnym wypadku niewiele wniosą. Carla J. Shatz, profesor neurobiologii, zwięźle przedstawia tę potrzebę: „w dzisiejszych czasach wyzwaniem jest umieszczenie molekuł ponownie w komórkach a komórek w strukturach i ponowna analiza tworzonych przez nie systemów, w celu lepszego rozumienia zachowania się i percepcji”. Integracja taka wymaga zaś, aby odbiorca takiej wiedzy posiadał rozeznanie w większości, jeśli nie we wszystkich, dziedzinach składających się na neurobiologię. Trudno oczekiwać, aby ktokolwiek mógł zrozumieć wyniki badań z różnych dziedzin, jeżeli nie rozumie metod badawczych stosowanych w celu uzyskania takich wyników.
Tym samym neurobiologia jest bardzo skomplikowanym obszarem wiedzy. Mimo to istnieje wiele podręczników starających się zintegrować w jednym tomie streszczenie aktualnej wiedzy o układzie nerwowym, jak również istnieją jednolite kierunki studiów neuroscience, na których można studiować zintegrowaną neurobiologię.

## Poziomy badań
Układ nerwowy jest przedmiotem zainteresowania różnych dziedzin nauki, co czyni neurobiologię dziedziną interdyscyplinarną. Dzięki temu, wiedza o układzie nerwowym obejmuje bardzo wiele zagadnień, począwszy od molekuł (czyli cząsteczek chemicznych), na zachowaniu się człowieka i związanych z tym zjawiskach psychicznych skończywszy. Można wyróżnić przynajmniej następujące poziomy badań:
1. Molekularny, komórkowy i biochemiczny – dzięki badaniom z zakresu biologii molekularnej, biologii komórki i biochemii dowiadujemy się o tym, z jakich molekuł zbudowane są  komórki nerwowe i glejowe tworzące układ nerwowy, jakie zjawiska w tych komórkach zachodzą, jakie białka i jakie tłuszcze w nich występują, jakie funkcje pełnią te związki, a nawet jak ekspresja genów w komórkach nerwowych wpływa na funkcjonowanie tych komórek.
2. Systemowy i behawioralny – komórki nerwowe potrafią odbierać informacje pochodzące ze środowiska, przetwarzają je oraz wytwarzają informacje sterujące mięśniami, generując ruch zwierzęcia. O ile molekularny/komórkowy poziom badań dostarcza wiedzy na temat, w jaki sposób komórki wytwarzają i przekazują sobie takie sygnały, to na poziomie systemowym uczeni zadają pytania o to, w jaki sposób kilka, kilkanaście, a nawet i kilkaset komórek nerwowych tworzy sieć wzajemnych połączeń przetwarzających określony rodzaj informacji. Taki określony funkcjonalnie zbiór pewnej grupy komórek nerwowych określany jest właśnie jako system, czy też inaczej, jako układ. Przykładem takich sieci neuronalnych mogą być systemy wzrokowy, słuchowy, czuciowy, smakowy, węchowy, układ kontroli ruchu, układ siatkowaty itd. Ale w obrębie takich systemów istnieją mniejsze i bardziej specjalistyczne "podsystemy", a w nich również można wyróżnić pomniejsze zespoły sieci nerwowych. Jednym ze sposobów badania układu nerwowego na tym poziomie jest rejestracja aktywności elektrycznej komórek nerwowych. Warsztat metodologiczny neurofizjologii behawioralnej umożliwia korelowanie określonego zachowania badanego organizmu z aktywnością określonych komórek nerwowych. W ten sposób można rejestrować aktywność pojedynczych neuronów, czy ich grup, będących częścią większego systemu np. percepcji, pamięci, czy kontroli ruchu.
3. Poznawczy – podczas gdy poziom systemów dostarcza wiedzy o organizacji i funkcjonowaniu sieci neuronalnych, to na poziomie poznawczym uczeni zadają pytania o to, jak układ nerwowy tworzy sieci odpowiadające za najbardziej skomplikowane przejawy zachowania zwierząt i ludzi, zaś w szczególności chodzi tutaj o relację między układem nerwowym a umysłem – procesami poznawczymi, emocjami, temperamentem i osobowością, inteligencją itd. Na tym poziomie biologia musi łączyć się z psychologią, która dostarcza opisu zachowania się człowieka, funkcji umysłowych oraz metod badania tych zjawisk. Połączenie psychologii poznawczej z neurobiologią i metodami funkcjonalnego obrazowania mózgu określa się jako neurobiologię poznawczą (ang. cognitive neuroscience), niekiedy nazywaną też kognitywną (spolszczenie angielskiego przymiotnika cognitive). Na gruncie samej psychologii występują też tradycyjne dziedziny związane z badaniem układu nerwowego – neuropsychologia i psychofizjologia. Współcześnie te dziedziny można właściwie uznać za specjalności składające się na neurobiologię poznawczą.
4. Obliczeniowy (ang. computational) – podczas gdy pozostałe poziomy badań dostarczają wiedzy opartej na pośrednich czy bezpośrednich badaniach układu nerwowego, na tym poziomie uczeni starają się tworzyć matematyczne, komputerowe modele funkcjonowania komórek nerwowych, tworzonych przez nie sieci oraz większych systemów. Przeciwnie do zagadnienia tzw. sztucznych sieci neuronalnych, które jest zagadnieniem z zakresu informatyki i z układem nerwowym ma bardzo odległe konotacje, modele obliczeniowe neurobiologii są zainteresowane symulowaniem prawdziwych komórek nerwowych, są tworzone w oparciu o ich rzeczywiste parametry, fizjologię i jej dynamikę. Podejmowane są prace nad stworzeniem matematycznego, komputerowego modelu funkcjonowania pewnych określonych systemów, tworzących poszczególne struktury układu nerwowego. Oprócz celów wyłącznie naukowych, takie doświadczenia mają także znaczenie dla inżynierii, czego pewnym przykładem mogą być implanty ślimaka – układ elektroniczny pozwala osobie głuchej słyszeć. Jednakże współczesna technika i wiedza nie jest w stanie oddać nawet w połowie takiej precyzji i sprawności, jaką realizują naturalne układy biologiczne. Prawdopodobnie rzeczywiste stworzenie urządzenia, które symulowałoby funkcjonowanie jakiejś części mózgu, jest zagadnieniem dalekiej przyszłości.

## Przykładowe zagadnienia

### Komórki nerwowe i synapsy

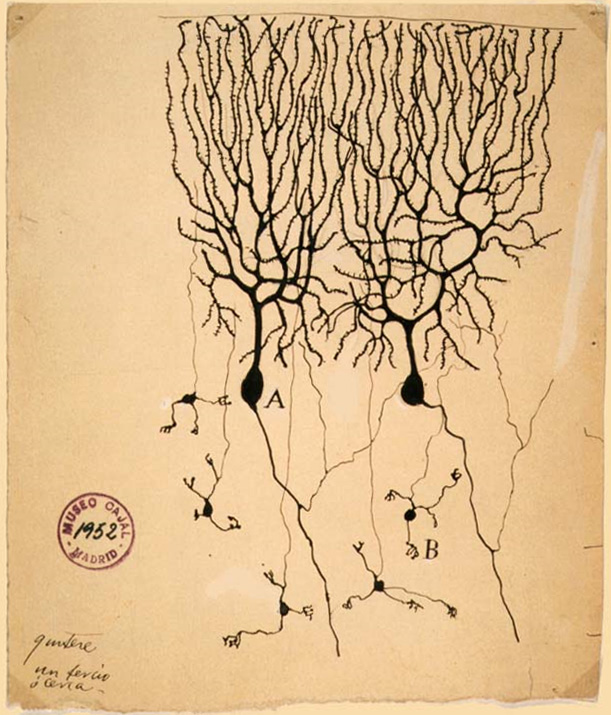
Jeden z rysunków Santiago Ramon y Cajala ukazujący neurony obserwowane pod mikroskopem. W tym przypadku są to komórki móżdżku

Do końca XIX wieku dominował pogląd, jakoby tkanka nerwowa była utworzona z jednolitej masy, w której jedna komórka nerwowa płynnie przechodzi w drugą i nie ma między nimi fizycznej separacji. W tym czasie anatomowie mogli pobrać niewielki fragment tkanki nerwowej i poddać taki preparat obserwacji pod mikroskopem świetlnym. To, co wówczas zobaczyli, rysowali odręcznie na papierze.
Obserwacja pod mikroskopem tkanki nerwowej nie pozwala wiele zobaczyć. Camillo Golgi opracował metodę pozwalającą takie obserwacje ulepszyć. Preparat tkanki nerwowej wybarwiał azotanem srebra, przez co 1% komórek nerwowych zawartych w preparacie nabierał koloru kontrastującego z pozostałą częścią preparatu. Do dziś nie wiadomo dlaczego wybarwieniu ulega tylko tak niewielka liczba komórek. Jednak to, co po takiej procedurze ukazuje się pod mikroskopem, uwidacznia się jako całość komórek nerwowych – wybarwieniu ulega zarówno ciało komórkowe jak i odchodzące od niego cieńsze wypustki, łącznie z aksonem, jaki w niektórych neuronach może być bardzo długi. Taka technika barwienia została nazwana metodą Golgiego.
Inny uczony, Santiago Ramon y Cajal, korzystając właśnie z metody Golgiego, opracował teorię, zgodnie z którą tkanka nerwowa jest tworzona przez ogromną rzeszę neuronów, które nie stanowią jednolitej masy – pomiędzy poszczególnymi komórkami istnieją fizyczne przerwy. Teoria ta określana jest mianem doktryny neuronalnej i wraz z upływem czasu została przyjęta przez grono uczonych, chociaż w tym czasie nie można było jej jednoznacznie udowodnić. Jest to możliwe dopiero współcześnie, dzięki mikroskopom elektronowym.
W roku 1906 zarówno Golgi, jak i Cajal otrzymali wspólnie Nagrodę Nobla. Niedługo później, Charles Sherrington przedstawił wyniki eksperymentów, które można było wytłumaczyć chyba tylko tym, że między kontaktującymi się wzajemnie komórkami nerwowymi, w miejscu fizycznej przerwy pomiędzy aksonem jednej komórki a powierzchnią drugiej komórki, musi istnieć jakieś funkcjonalne połączenie, jakie Sherrington nazwał synapsą. Ta teoria również mogła zostać jednoznacznie udowodniona dopiero współcześnie, kiedy za pomocą mikroskopu elektronowego można obejrzeć, jak wygląda taka synapsa.
Współcześnie, dzięki rozwojowi biologii molekularnej, prowadzi się intensywne badania nad zjawiskami zachodzącymi wewnątrz neuronów i w obrębie synaps.
Przykładowo, prowadzi się badania nad szczegółowym poznaniem budowy i funkcjonowania pompy sodowo-potasowej i kanałów jonowych, które to mechanizmy występują co prawda we wszystkich komórkach, jednak w neuronach proces wymiany jonów między komórką a jej otoczeniem ma charakter szczególny. Tzw. impuls nerwowy, który biegnie wzdłuż aksonu po sam jego koniec, gdzie prowadzi do przekazania informacji między jednym neuronem a drugim w synapsie, ma charakter elektryczny – właśnie poprzez wymianę jonów między komórką a jej otoczeniem. Z zakończenia aksonalnego uwalniany jest neuroprzekaźnik (nazywany też neurotransmitterem), związek chemiczny, który inicjuje w komórce docelowej odpowiednie zmiany – np. otwarcie kanałów jonowych, co prowadzi do wygenerowania impulsu nerwowego. Okazuje się, że niedobór pewnych neuroprzekaźników stwierdza się w niektórych chorobach psychicznych, takich jak psychozy. Badania prowadzone w tym kierunku mogą przyczynić się do lepszego zrozumienia przyczyn takich chorób, jak również do opracowania nowych, bezpieczniejszych i skuteczniejszych leków.
Innym przykładem badań stosowanych w tym obszarze neurobiologii może być zagadnienie neuroprotekcji. Na skutek niedokrwiennego udaru mózgu dochodzi do śmierci ogromnej liczby komórek nerwowych, przy czym proces ten, z punktu widzenia biologii komórki, jest dość skomplikowany i wieloetapowy. Pewna część komórek nerwowych, znajdująca się na granicy obszaru objętego martwicą i zdrowej tkanki, umiera dopiero po jakimś czasie. Uczeni mają nadzieję znaleźć leki, które podane szybko po wystąpieniu pierwszych objawów udaru pozwolą te właśnie komórki uratować, a tym samym ograniczyć rozmiar ogniska zawałowego i nasilenie objawów.

## Literatura

### Wybrane podręczniki
- Bochenek A., Reicher M. (2000) Anatomia Człowieka. Tom IV (Układ nerwowy ośrodkowy). Wydanie 5. Warszawa: PZWL. ISBN 83-200-3449-3
- Górska T., Grabowska A., Zagrodzka J. [red] (2005) Mózg a zachowanie. Wyd. 3, zmienione. Warszawa: PWN. ISBN 83-01-14447-5
- Longstaff A. (2002) Neurobiologia. Krótkie wykłady. Warszawa: PWN. ISBN 83-01-13805-X
- Matthews G.G. (2000) Neurobiologia. Od cząsteczek i komórek do układów. Warszawa: PZWL. ISBN 83-200-2452-8

### Inne podręczniki i opracowania
- Damasio A.R. (2000) Tajemnica świadomości. Poznań: Rebis. ISBN 83-7301-001-7
- Damasio A.R. (1999) Błąd Kartezjusza. Poznań: Rebis. ISBN 83-7120-588-0
- Kalat J.W. (2006) Biologiczne podstawy psychologii. Warszawa: PWN. ISBN 978-83-01-14688-7; ISBN 83-01-14688-5
- Koch Ch. (2008) Neurobiologia na tropie świadomości. Warszawa: Wydawnictwo Uniwersytetu Warszawskiego. ISBN 978-83-235-0331-6
- Milner A.D., Goodale M.A. (2008) Mózg wzrokowy w działaniu. Warszawa: PWN. ISBN 978-83-01-15557-5
- LeDoux J. (2000) Mózg emocjonalny. Poznań: Media Rodzina. ISBN 83-85594-93-0
- Paton W. (1997) Człowiek i mysz. Badania medyczne na zwierzętach. PWN, Warszawa.
- Sadowski B. (2001) Biologiczne mechanizmy zachowania się ludzi i zwierząt. Warszawa: PWN. ISBN 83-01-13569-7
- Schacter D.L. (2001) Siedem grzechów pamięci. Warszawa: Państwowy Instytut Wydawniczy. ISBN 83-06-02903-8
- Springer S.P., Deutsch G. (2004) Lewy mózg, prawy mózg – z perspektywy neurobiologii poznawczej. Warszawa: Prószyński i Sp-ka. ISBN 83-7337-830-8